# Világnemzeti Népuralmista Párt
A Világnemzeti Népuralmista Párt (VNP) rövid életű hungarista párt volt Magyarországon, Szabó Albert vezérletével.

## Története
A VNP-t 1993. október 11-én jegyezték be. Különös neve Szabó Albert magyarázata szerint a „turáni (árja-kori) magyarság” teljes, azaz „világnemzeti” elterjedtségére utal, melyet mintegy 800 millió főre tett.
Kicsit kevesebb, mint fél év múlva, 1994. április 20-án (Hitler születésnapján) a párt a Győrkös István vezette Magyar Nemzeti Arcvonallal és az Ekrem-Kemál György elnökölte Kommunizmus Üldözötteinek Szövetségével egyesült Magyar Hungarista Mozgalom (MHM) néven. Röviddel ezután az MHM-et és az azt életre hívó három szervezetet is betiltották. A határozat meghozatalát nagyban megnehezítette az Alkotmánybíróság 1994. június 24-én kelt nyilatkozata, melyben a szólásszabadság mellett kiállva annak a véleménynek adott hangot, hogy az a „sértő, meghökkentő vagy aggodalmat keltő gondolatokat, információkat és nézeteket is megilleti.”

## Politikája
A VNP retorikájában nyíltan zsidóellenes, hungarista párt volt, ideológiája szerint a magyarok a sumérok leszármazottai, melyről azonban a Habsburgok (akik szerintük szintén zsidók voltak) minden bizonyítékot megsemmisítettek. Tagadták a Holokauszt megtörténtét, egyúttal a nyilasokat, illetve a hungarista mozgalmat, valamint vezetőjüket, Szálasi Ferencet éltették.
Szabó Albertet és egy társát 1994 áprilisában közösség elleni izgatás vádjával perbe fogták, de később felmentették.
Lobogójuk – vörös alapon közepén fehér körben fekete fogaskerék – erősen hasonlított a Nemzetiszocialista Német Munkáspárt egykori zászlójára.

### Dokumentumfilm
- Albert és testvérei (videó), Pesty László dokumentumfilmje a hungarizmusról, 1996